# Wydział Rolnictwa i Biotechnologii Politechniki Bydgoskiej im. Jana i Jędrzeja Śniadeckich
Wydział Rolnictwa i Biotechnologii Politechniki Bydgoskiej im. Jana i Jędrzeja Śniadeckich w Bydgoszczy – jeden z dziewięciu wydziałów Politechniki Bydgoskiej im. Jana i Jędrzeja Śniadeckich. 

## Kierunki kształcenia
Dostępne kierunki:
- Agrotechnologia (studia I stopnia)
- Architektura krajobrazu (studia I stopnia)
- Biotechnologia (studia I i II stopnia)
- Ochrona i zarządzanie środowiskiem (studia I stopnia)
- Projektowanie żywności niskoprzetworzonej (studia I stopnia)
- Rolnictwo (studia II stopnia)
- Zielarstwo i fitoterapia (studia I stopnia)
- Diagnostyka agrofagów i ochrona roślin (studia podyplomowe)
- Diagnozowanie stanu upraw rolnych (studia podyplomowe)
- Gorzelnictwo (studia podyplomowe)
- Zarządzanie siedliskami przyrodniczymi obszarów wiejskich (studia podyplomowe)

## Władze Wydziału
W kadencji 2020–2024:
| Stanowisko                                     | Imię i nazwisko                      |
| ---------------------------------------------- | ------------------------------------ |
| Dziekan                                        | prof. dr hab. inż. Anna Wenda-Piesik |
| Prodziekan ds. kształcenia i spraw studenckich | dr inż. Tomasz Stosik                |

## Struktura organizacyjna
Wydział jest podzielony na następujące jednostki organizacyjne:
| Katedra                                                | Kierownik                                |
| ------------------------------------------------------ | ---------------------------------------- |
| Katedra Agronomii                                      | prof. dr hab. inż. Małgorzata Szczepanek |
| Katedra Biogeochemii i Gleboznawstwa                   | prof. dr hab. inż. Bożena Dębska         |
| Katedra Biologii i Ochrony Roślin                      | dr hab. inż. Grzegorz Lemańczyk          |
| Katedra Biotechnologii Rolniczej                       | dr hab. inż. Iwona Jędrzejczyk           |
| Katedra Mikrobiologii i Technologii Żywności           | dr hab. inż. Barbara Breza-Boruta        |
| Katedra Przyrodniczych Podstaw Rolnictwa i Ogrodnictwa | prof. dr hab. inż. Jacek Żarski          |

## Historia Wydziału

### Początki Wydziału
Bydgoska Filia Wyższej Szkoły Rolniczej w Poznaniu powołana została na podstawie zarządzenia Ministra Oświaty i Szkolnictwa Wyższego z 1969 r. Filia podlegała rektorowi WSR w Poznaniu. Strukturę organizacyjną Filii stanowił Oddział Wydziału Rolniczego WSR w Poznaniu, w ramach którego utworzono oddziały katedr a następnie oddziały (1970 r.) instytutów uczelni macierzystej.
W 1972 r. nastąpiło przekształcenie Wyższej Szkoły Rolniczej w Akademię Rolniczą, z jednoczesnym usamodzielnieniem jednostek organizacyjnych. Strukturę organizacyjną stanowiły 3 instytuty, w tym:
- instytut przyrodniczych podstaw rolnictwa,
- instytut produkcji roślinnej,
- instytut produkcji zwierzęcej.

W skład instytutów wchodziły zespoły dydaktyczne.
Na pierwszy rok studiów zostało przyjętych 105 studentów. Wielkość naboru była określana centralnie.
Dziekanem Wydziału był doc. dr hab. Wojciech Cieśla.
Pełnomocnikiem Rektora WSR ds. Filii był doc. dr hab. Włodzimierz Łoginow.

### Instytut  Rolniczy z 1974 r.
Na podstawie rozporządzenie Rady Ministrów z 1974 r. w sprawie przekształcenia Wyższej Szkoły Inżynierskiej  w Akademię Techniczno-Rolniczą  w Bydgoszczy do WSI włączono Filię Akademii Rolniczej w Poznaniu. Studenci Filii stali się studentami Akademii. Akademia prowadziła nauczanie w systemie studiów, dziennych wieczorowych i zaocznych.
Na mocy zarządzenia Ministra Nauki, Szkolnictwa Wyższego i Techniki  z 1975 w sprawie struktury organizacyjnej Akademii Techniczno-Rolniczej  w Bydgoszczy, uczelnia przeszła na strukturę instytutową zamiast wydziałowej. Instytut  wprowadzano dlatego, ponieważ  prowadzono dydaktykę i badania wykraczające poza ramy jednej kategorii dydaktycznej agrotechnika (dodatkowo zootechnika). Tak więc Instytut spełniał funkcję wydziału, w skład którego wchodziły jednostki organizacyjne o charakterze dydaktyczno-naukowym.
W pierwszych latach istnienia ATR strukturę organizacyjną Instytutu Rolniczego stanowiły następujące zakłady:
- Zakład Biochemii,
- Zakład Botaniki,
- Zakład Chemii Rolnej,
- Zakład Doradztwa i Upowszechniania Postępu w Rolnictwie,
- Zakład Entomologii,
- Zakład Fitopatologii,
- Zakład Fizjologii Roślin,
- Zakład Genetyki i Hodowli Roślin,
- Zakład Gleboznawstwa,
- Zakład Melioracji i Meteorologii,
- Zakład Mikrobiologii,
- Zakład Ogólnej Uprawy Roli i Roślin,
- Zakład Szczegółowej Uprawy Roślin.

Wydział kształcił studentów w ramach studiów dziennych i zaocznych, w tym na studiach dziennych nadawał  tytuł zawodowy najpierw inżyniera, a potem magistra. Na uzupełniających studiach magisterskich, na kierunku rolnictwo utworzono w roku akademickim 1978/1979 dwie specjalności: uprawa roli i roślin oraz doradztwo rolnicze.
W 1975 r. Instytut Rolniczy uzyskał uprawnienia do nadawania stopnia naukowego doktora w dziedzinie nauk rolniczych, w dyscyplinie agrotechnika. Ponadto w 1984 r. Instytut Rolniczy uzyskał uprawnienia do nadawania stopnia doktora habilitowanego nauk rolniczych, w dyscyplinie agrotechnika (agronomia).
W 1977 r. Instytut Rolniczy utworzył we Włocławku punkt konsultacyjny studiów zaocznych. Na bazie tego punktu w roku akademickim 1980/1981 powstał we Włocławku Zamiejscowy Oddział Wydziału Rolniczego.  
W 1998 r. nastąpiło uruchomienie nowego kierunku studiów magisterskich – biotechnologia.

### Wydział Rolniczy z 1984 r.
W 1984 r. powrócono do nazwy Wydziałuzamiast Instytutu, w ramach którego ustalono następujące katedry:
| Nazwa katedry                                                          | Kierownik katedry                                  |
| Katedra Biochemii                                                      | dr hab. Jan Koper, prof. nadzw. ATR                |
| Katedra Botaniki i Ekologii                                            | dr hab. Józef Misiewicz, prof. nadzw. ATR          |
| Katedra Chemii Środowiska                                              | prof. dr hab. Sławomir Gonet                       |
| Katedra Chemii Rolnej                                                  | prof. dr hab. Wojciech Cwojdziński                 |
| Katedra Doradztwa w Agrobiznesie                                       | prof. dr hab. Bogdan Wawrzyniak                    |
| Katedra Ekonomiki, Organizacji i Zarządzania w Gospodarce Żywnościowej | dr hab. Zofia Wyszkowska, prof. nadzw. ATR         |
| Katedra Entomologii Stosowanej                                         | dr hab. Maria Wawrzyniak, prof. nadzw. ATR         |
| Katedra Fitopatologii                                                  | prof. dr hab. Czesław Sadowski                     |
| Katedra Fizjologii Roślin                                              | dr hab. Lucyna Drozdowska, prof. nadzw. ATR        |
| Katedra Genetyki i Hodowli Roślin                                      | dr hab. Paweł Nowaczyk, prof. nadzw. ATR           |
| Katedra Gleboznawstwa                                                  | dr hab. Halina Dąbkowska-Naskręt, prof. nadzw. ATR |
| Katedra Informatyki w Zarządzaniu                                      | dr hab. Ludosław Drelichowski, prof. nadzw. ATR    |
| Katedra Melioracji i Agrometeorologii                                  | prof. dr hab. Czesław Rzekanowski                  |
| Katedra Mikrobiologii                                                  | dr hab. Zbigniew Paluszak, prof. nadzw. ATR        |
| Katedra Ogólnej Uprawy Roli i Roślin                                   | prof. dr hab. Franciszek Rudnicki                  |
| Katedra Roślin Ozdobnych i Warzywnych                                  | dr hab. Małgorzata Zalewska, prof. nadzw. ATR      |
| Katedra Szczegółowej Uprawy Roślin                                     | dr hab. Zbigniew Skinder, prof. nadzw. ATR         |

Ogółem na Wydziale zatrudnionych było 140 nauczycieli akademickich, w tym 26 samodzielnych pracowników naukowych oraz 66 pracowników naukowo-technicznych.
W zakresie kształcenia nastąpiła reforma programowa polegająca na poszerzeniu profilu kształcenia rolniczego i wprowadzenie pięciu specjalności: agronomii, agrobiologii, agrobiznesu, ochrony roślin i ochrony środowiska rolniczego.
W 1983 r. uruchomiono Podyplomowe Studium Doradztwa Rolniczego.
W 2004 r., Wydział uzyskał drugie uprawnienie do nadawania stopnia nauk rolniczych w dyscyplinie kształtowanie środowiska

### Wydział Rolnictwa i Biotechnologii z 2010 r.
Na podstawie ustawy z 2006 r o nadaniu nowych nazw niektórym publicznym uczelniom akademickim dawnemu ATR nadano nazwę Uniwersytet Technologiczno-Przyrodniczy. 
W wyniku procesu poszerzania kierunków studiów w zakresie biotechnologia podjęto decyzję o zmianie nazwy wydziału - na Wydział Rolnictwa i Biotechnologii. Uruchomiono nowe kierunki studiów -technologia żywności i żywienia człowiek, agrochemia i architektura krajobrazu oraz studia podyplomowe. W wyniku realizacji ustawy z  2018 r. - Prawo o szkolnictwie wyższym i nauce, zmierzającej do większego zespolenia jednostek naukowych, nastąpiło połączenie następujących jednostek dydaktyczno-badawczych:
| Nazwa katedr i pracowni                                | Kierownik katedry lub pracowni           |
| Katedra Agronomii                                      | prof. dr hab.. Janusz Prusiński          |
| Pracownia Ekonomiki i Doradztwa w Agrobiznesie         | prof. dr hab. Sławomir Zawisza           |
| Katedra Biogeochemii i Gleboznawstwa                   | prof. dr hab. Bożena Dębska              |
| Pracownia Chemii Rolnej                                | prof. dr hab. Ewa Spychaj-Fabisiak       |
| Pracownia Chemii Środowiska                            | prof. dr hab. Bożena Dębska              |
| Pracownia Gleboznawstwa I Biochemii                    | dr hab. Hanna Jaworska, prof. UTP        |
| Katedra Mikrobiologii i Technologii Żywności           | prof. dr hab. Zbigniew Paluszak          |
| Katedra Przyrodniczych Podstaw Rolnictwa i Ogrodnictwa | prof. dr hab. Jacek Żarski               |
| Pracownia Melioracji i Agrometeorologii                | prof. dr hab. Jacek Żarski               |
| Pracownia Roślin Ozdobnych i Warzywnych                | dr hab. Justyna Lema-Rumińska, prof. UTP |

## Liczba absolwentów
W kolejnych 5-leciach liczba absolwentów przedstawiała się następująco (liczby narastające):
- 1974 (5-lecie) – 195 absolwentów,
- 1979 (10-lecie) – 1086 absolwentów,
- 1984 (15-lecie) – 2525 absolwentów,
- 1989 (20 lecie) – 3403 absolwentów,
- 1994 (25-lecie) – 4096 absolwentów,
- 1999 (30-lecie) – 5013 absolwentów,
- 2004 (35-lecie) – 6286 absolwentów,
- 2009 (40-lecie) – 7849 absolwentów,
- 2014 (45-lecie) – 9592 absolwentów,
- 2019 (50-lecie) - 10 853 absolwentów.

Liczba absolwentów według form kształcenia, kierunków i poziomu studiów przedstawiała się następująco:
- 7034 (64,8%) absolwentów ukończyła studia dzienne (stacjonarnie),
- 3819 (35,2%) absolwentów ukończyła studia zaoczne (niestacjonarne).